# Alex Silberg
Alex Silberg (hebräisch אלכס זילברג; * 15. November 2000 in Tel Aviv-Jaffa, Israel) ist eine israelische Schauspielerin.

## Leben und Karriere
Silberg wuchs in Tel Aviv-Jaffa auf. Sie ist die Enkelin des israelischen Regisseurs Joel Silberg und die Tochter von Jana Kalmann, der Miss Israel des Jahres 1995. Ihre schulische Ausbildung erhielt sie an der Alliance Tel Aviv School.
Ihr Debüt gab sie 2013 in dem Film Big Bad Wolves. 2022 bekam sie in der Serie Memory Forest eine Hauptrolle.  Im selben Jahr spielte Silberg in The Malevolent Bride mit.   Unter anderem trat sie in dem Film Indigo auf. 2024 setzte sie ihre Karriere in Af Ehad Lo Ozev et Palo Alto fort.

## Filmografie
Filme
- 2013: Big Bad Wolves
- 2022: Indigo
- 2023: Last Aid

Serien
- 2022: Memory Forest
- 2022–2024: Bat HaShoter
- 2023: The Malevolent Bride
- 2024: Af Ehad Lo Ozev et Palo Alto